# Puli Khumri
Puli Kumri er en by i det nordøstlige Afghanistan. Byen er hovedstad i provinsen Baghlan.
1. ↑  www.citypopulation.de (fra Wikidata).